# Ibn Bassam
Ibn Bassam o Ibn Bassam al-Shantarinī (in arabo ابن بسام الشنتريني‎?; Santarém, 1058 – 1147) è stato un poeta e storico arabo.
Proveniva dalla tribù Banu Taghlib.

## Biografia
Nato nel 1058, Ibn Bassām aveva conosciuto il dominio dei Banū al-Afta, da cui si era distaccato quando, nel 1093, per mano di Alfonso VI di León e delle incessanti invasioni dei Castigliani fu costretto a scappare da Santarém in Portogallo, "l'ultima delle città dell'ovest", dopo aver visto le sue terre devastate e le sue ricchezze distrutte, finendo col ritrovarsi a essere un uomo in rovina senza possedimenti, tranne la sua malconcia spada.
È noto un suo primo viaggio nella città di Lisbona nel 1084, e anche questa città venne conquistata nove anni più tardi dalle forze cristiane, per poi essere ripresa dal re di Badajoz dopo poco tempo. 
Tra il 1084 e il 1092 furono frequenti gli spostamenti tra Lisbona e Santarém; come raccontato nell'opera al-Dhakhīra fī Maḥāsin al-Jazīra (Tesoro dei meriti degli abitanti della penisola iberica), l'allontanamento dalla sua città natale lo aveva disorientato, portandolo a vivere in condizioni completamente diverse da quelle che aveva vissuto fino a quel momento.
Intorno al 1088 Ibn Bassām si spostò da Lisbona a Siviglia, dove ebbe modo di incontrare il re Muhammad al-Muʿtamid, il cui regno fu noto per la prolifica produzione dei letterati che vi vissero. In quella città il giovane Bassām ebbe modo di conoscere diverse figure di rilievo della vita intellettuale di Siviglia, per esempio l'astronomo Abū Bakr al-Khūlānī, la cui abitazione era sovente un luogo di ritrovo per i letterati per discutere di poesia. Infatti, nella sua al-Dhakhīra, lo storico arabo scrisse:
«I was at the house of Abu Bakr al-Khūlānī the astronomer, in Seville, one day with a group of literary men, and we started talking about witty quotations in panegyric and satire [...]».
Al termine di un soggiorno a Badajoz Bassām giunse a Cordova nel 1098 circa, con l'obiettivo di guadagnarsi da vivere con la scrittura. Anche in questa città poté incontrare diverse personalità di spicco del mondo letterario arabo, tra cui Abū Bakr Ibn Abd al-Azīz, di cui lui stesso scrisse:
«the blowing of the East and South winds of excellence, and the furthest and the closest point of this craft".
Il soggiorno a Córdoba fu piuttosto lungo, durante il quale Ibn Bassām cercò di conoscere gran parte del mondo letterario presente in città e mantenere i rapporti con i letterati conosciuti. Nel 1109 fece ritorno a Siviglia, e anche in quel caso si concentrò per potersi garantire il sostentamento con la scrittura: grazie alle sue qualità letterarie ricevette grandi somme di denaro dalle élite locali (si presume fossero equivalenti ai compensi che gli autori contemporanei ricevevano dai propri editori), di fronte alle quali divenne uno dei più eminenti letterati.
Morì nel 1148 circa (542 A.H.).

## Opere
Particolarmente nota è la sua antologia Dhakhīra fī mahāsin ahl al-Jazīra (Tesoro dei meriti degli abitanti della penisola iberica) una delle più importanti fonti di informazione nel campo della storia, della letteratura e della cultura della dinastia Almoravide. È stata curata, in otto volumi, da Ihsan Abbas, scritta in prosa rimata; molte delle sue biografie sono contemporanee e complete di dettagli tratti dal Kitab al-Matin di Ibn Hayyan, oggi andato perduto. Le parti tratte da quel libro sono facilmente distinguibili, perché Ibn Bassam antepone le parole qala Ibn Hayyan ("Ibn Hayyan dice") e conclude l'estratto con intaha kalam Ibn Hayyan ("qui finiscono le parole di lbn Hayyan").
L'opera è suddivisa in quattro parti secondo una logica geografica: la prima, dedicata a Córdoba e alla regione circostante consta di trentatré capitoli; la seconda, nella quale si parla dell'Andalusia meridionale e dell'area occidentale della regione presenta quarantasei capitoli; la terza, sulla regione mediterranea, conta trentadue capitoli; la quarta, infine, in cui si parla di figure alla regione, è di quindici capitoli.

## Edizioni e traduzioni
- ʼAbī ʼal-Ḥasan ʻAlī ibn Bassām ʼal-Shantarīnī, ʼal-Dhakhīrah fī maḥāsin ahl ʼal-Jazīrah, ed. di Iḥsān ʻAbbās, 4 voll in 8 (Bayrūt: Dār ʼal-Thaqāfah, 1978-81), al-Dhakhīrah fī maḥāsin ahl ʼal-Jazīrah
- 'Ibn Bassām, dalla traduzione Al-dhakhīra fī maḥāsin ahl al-Jazīra', traduzione di Ross Brann, in Medieval Iberia, ed. di Remie Constable, 2ª edizione (Philadelphia: University of Pennsylvania Press, 2011), pp. 125–27.